# Nerea Ahedo
Nerea Ahedo Ceza (31 de março de 1966) é uma política espanhola que é membro do Partido Nacionalista Basco (PNV). Nascida em Bilbau, é senadora por Biscaia desde 20 de dezembro de 2015, na décima primeira e décima segunda legislaturas.